# Bjarne Pettersen
Bjarne Pettersen (Oslo, 8 juni 1891 - Porsgrunn, 14 december 1983) was een Noors turner.
Pettersen won tijdens de Olympische Zomerspelen 1912 de gouden medaille in de landenwedstrijd vrij systeem.

## Olympische Zomerspelen
| Jaar | Plaats    | Resultaten                   |
| ---- | --------- | ---------------------------- |
| 1912 | Stockholm | landenwedstrijd vrij systeem |